# MAC адреса
 адреса (енгл. Media Access Control Address) је јединствен број, којим се врши идентификација уређаја/интерфејса на локалној LAN мрежи. Ова је адреса слоја линка ОСИ референтног модела, представљена са 6 бајтова најчешће у хексадецималној нотацији.
За разлику од IP адреса, MAC адресе уређајима произвођачи задају за стално, тј. при производњи адаптера она се уписује у његову ROM меморију. До сукоба адреса не долази будући да се организација IEEE управља њиховом расподелом (фирма купује део адресног простора за износ номиналне чланарине). Исто тако за разлику од IP адресе које имају хијерархијску структуру, ове адресе имају линеарну, тј. непроменљиву структуру.
Будући да постоје адресе мрежног слоја и слоја линка, задатак за њихово превођење узима протокол за разрешавање адреса ARP - (енгл. Address Resolution Protocol), који је дефинисан документом RFC под бројем 826.

## Структураадресе
Вредности MAC адреса дефинисане су од стране IEEE организације која је усвојила правила којих треба да се придржавају произвођачи опреме како би се осигурала њихова јединственост на глобалном нивоу. Правила која је поставио IEEE захтевају да се произвођач који продаје неки мрежни уређај претходно региструје код њих. При тој регистрацији додељује им се (OUI) код од три бајта (енгл. Organizationally Unique Identifier), који на јединствен начин идентификује фирму у MAC адреси. Исто тако од фирми се захтева да поштују одређена правила:
- Све  адресе које доделе мрежним картицама или уређају морају да имају у себи OUI код на месту првих три бајта адресе.
- Све  адресе са истим OUI кодом морају да имају јединствене серијске бројеве на местима последња три бајта.

Листа неких фирми и њима додељених OUI кодова:
- 00-00-0C - Cisco
- 00-00-0E - Fujitsu
- 00-00-5E - IANA
- 00-00-AA - Xerox
- 00-00-C0 - Western Digital
- 00-00-E2 - Acer
- 00-80-C2 - IEEE 802.1 група
- 00-A0-3E - ATM Forum
- 00-AA-00 - Intel
- 08-00-09 - Hewlett-Packard
- 08-00-20 - Sun
- 08-00-2B - DEC
- 08-00-46 - Sony
- 08-00-56 - Stanford University
- 08-00-5A - IBM
- 80-00-10 - AT&T

 адреса је запамћена у ROM меморији мрежне картице и не може бити програмски промењена. Ипак, ова адреса се копира у RAM при ресетовању уређаја, па се при њеном коришћењу користи адреса смештена у RAM меморији.
Као што смо навели MAC адреса се најчешће представља у хексадецималној нотацији, као низ од 12 хексадецималних бројева. Различити произвођачи знају да је ипак у овој нотацији представе на различите начине, навешћемо пример.
- 00-18-02-74-13-FB
- 00:18:02:74:13:FB
- 00.18.02.74.13.FB

Користећи команду ipconfig/all или arp-a у командној линији код Microsoft Windows ОС, можете да видите која је MAC адреса ваше мрежне картице, или надоле наведеном линку можете да проверите на основу првих 6 hex цифара адресе којој фирми припада.

## Типовиадреса
Како за IP адресе имамо уникаст/мултикаст/броадкаст адресе, потребно је да и код MAC адреса имамо исте типове адреса које ће бити записане у заглављу фрејма при мапирању.
Уникаст IP адреси одговара MAC адреса мрежне картице рачунара, ако је пакет упућен њему, односно MAC адреси излаза из мреже ако је пакет упућен уређају ван локалне мреже. За мултикаст адресе узимају се адресе које почињу са 01-00-5E дефинисано у RFC 1112, док се за броадкаст MAC адресу узима адреса представљена са 12 хексадецималних бројева F (FF-FF-FF-FF-FF-FF), 48 јединица у бинарној нотацији.

## Стандарди и протоколи
Као формат за адресирање, MAC адресу користе: